# Isabel Peña
Isabel Peña Domingo (Zaragoza, 1983) es una guionista española de cine y televisión. Ha recibido el premio Goya 2019 y el Premio Feroz 2019 por el guion de la película El reino (2018), así como el premio Goya 2023 y la Medalla del Círculo de Escritores Cinematográficos 2023 por el del largometraje As bestas (2022), ambos coescritos con Rodrigo Sorogoyen. Es también coguionista de las películas Stockholm (2013) y Que Dios nos perdone (2016). 
La guionista aragonesa ha sido distinguida con la Medalla de Oro de las Bellas Artes 2023. El Consejo de Ministros  celebrado el 9 de enero de 2024 le ha otorgado este premio que se concede a personas y entidades que destacan por su aportación al arte y a la cultura. 

## Trayectoria
Vivió en Zaragoza hasta los 18 años. Cambió de ciudad para estudiar periodismo, licenciándose en la Universidad de Navarra en Comunicación Audiovisual y por la ECAM en la especialidad de guion.
En 2008 logró su primer trabajo como guionista en la serie Impares antes de terminar sus estudios en la escuela de cine. Posteriormente participó en las series La pecera de Eva y Frágiles.
Su primer contacto con el mundo del cine fue como coguionista con Rodrigo Sorogoyen –con quien ha continuado trabajando en sus siguientes películas– en el largometraje Stockholm, de la que también fue productora asociada. La película obtuvo varios premios, entre ellos en el Festival de Cine de Málaga el de Mejor Guion Novel y el Premio Jurado a mejor guion en el Festival de Cine de San Sebastián, además de nominaciones en los Premios Feroz y los Goya.
En 2018 fue coguionista junto a Sorogoyen de la película Madre, una pieza que tiene como punto de partida el cortometraje de mismo título que ganó el premio Goya al mejor cortometraje de ficción.
Por la película El reino de la que también es coguionista con Sorogoyen y que narra una historia sobre corrupción en España, en enero de 2019 recibió el Premio Feroz al mejor guion y en febrero el premio Goya 2019 al guion.
Por el largometraje As bestas, escrito de nuevo junto con Sorogoyen tomando como base la historia real de un crimen en una aldea de Galicia, se alzó en febrero de 2023 con la Medalla del Círculo de Escritores Cinematográficos y el premio Goya a mejor guion original.

## Filmografía

### Guionista
- 2022 Apagón (serie) (1 episodio: Negación) coguionista con Rodrigo Sorogoyen
- 2022 Jaula (largometraje) coguionista con Ignacio Tatay
- 2022 As bestas (largometraje) coguionista con Rodrigo Sorogoyen
- 2020 Antidisturbios (serie) coguionista con Rodrigo Sorogoyen
- 2019 Madre (largometraje) coguionista con Rodrigo Sorogoyen
- 2018 El reino (largometraje) coguionista con Rodrigo Sorogoyen
- 2018 Todo por el juego (TV Serie) (4 episodios)
- 2016 Que Dios nos perdone (largometraje) coguionista con Rodrigo Sorogoyen
- 2015 Mi padre, lanzador de peso de la RDA (corto)
- Frágiles (TV Serie) (12 episodios, 2012 - 2013)
- 2013 Stockholm (largometraje) coguionista con Rodrigo Sorogoyen
- 2010 La pecera de Eva (TV Serie) (coordinadora - 57 episodios)
- 2009 Bicho malo (TV Series) (guionista - 32 episodios)
- 2008 Impares (TV Serie)
- 2008 Martina y la luna (corto) (autora)

### Actriz
- 2008 Martina y la luna (corto)  Madre Martina

### Productora asociada
- 2013 Stockholm (productora asociada)

## Premios
Premios Goya
| Año  | Categoría            | Película             | Resultado |
| ---- | -------------------- | -------------------- | --------- |
| 2016 | Mejor guion original | Que dios nos perdone | Nominada  |
| 2019 | Mejor guion          | El reino             | Ganadora  |
| 2020 | Mejor guion          | Madre                | Nominada  |
| 2023 | Mejor guion original | As bestas            | Ganadora  |

Premios Feroz
| Año  | Categoría   | Película  | Resultado |
| ---- | ----------- | --------- | --------- |
| 2014 | Mejor guion | Stockholm | Nominada  |
| 2019 | Mejor guion | El reino  | Ganadora  |

Festival Internacional de Cine de San Sebastián
| Año  | Categoría                        | Película             | Resultado |
| ---- | -------------------------------- | -------------------- | --------- |
| 2016 | Premio del jurado al mejor guion | Que Dios nos perdone | Ganadora  |

Medallas del Círculo de Escritores Cinematográficos
| Año  | Categoría            | Película  | Resultado |
| ---- | -------------------- | --------- | --------- |
| 2013 | Mejor guion original | Stockholm | Nominada  |
| 2018 | Mejor guion original | El reino  | Ganadora  |
| 2019 | Mejor guion adaptado | Madre     | Nominada  |
| 2022 | Mejor guion original | As bestas | Ganadora  |

Otros premios
- Festival de Cine de Málaga el de Mejor Guion Novel por Stockholm
- 2023 Medalla de Oro al Mérito en las Bellas Artes.[19]